# Gaboltov
Gaboltov – wieś (obec) na Słowacji położona w kraju preszowskim, w powiecie Bardejów.

## Położenie
Gaboltov położony jest w zachodniej części Beskidu Niskiego, u południowo-zachodnich podnóży masywu Busova. Tereny wsi leżą na wysokości od 370 do 1002 m n. p. m., sięgając po wierzchołek góry Busov. Zabudowania leżą w dolinie potoku Kamenec.

## Historia
Pierwsze wzmianki o miejscowości, związane z obecnością w niej zakonu bożogrobców, pochodzą z roku 1247. Występowała ona wówczas pod nazwą Gyboltho. Później była wspominana jako Guebold (1277), Galbathew (1492), Gaboltho (1618), Gaboltow (1773), a w języku węgierskim funkcjonowała jako Gáboltó. Od XIV w. funkcjonowało w niej królewskie cło, które w 1355 r. wydzierżawiła rodzina Cudarów.  W roku 1427 było w niej 36 domów. Należała do feudalnego "państwa" z siedzibą na zamku Makowica, którym wkrótce zaczęli władać wspomniani Cudarowie.
Gaboltov rozwijał się jako niewielkie miasteczko targowe, położone przy szlaku z Węgier przez Przełęcz Tylicką do Polski. W XVII w. w pańskim folwarku hodowano tu bydło i uprawiano chmiel. W czasach konfederacji barskiej z racji bliskości granicy Rzeczypospolitej przez pewien czas rezydowali tu członkowie konfederackiej Rady Generalnej, m.in. Ignacy Jerzy Potocki i Rafał Tarnowski, a także Joachim Czerny-Schwarzenberg, konfederacki marszałek województwa krakowskiego.
W roku 1787 wieś liczyła 105 domów i 675 mieszkańców, a w roku 1828 miała 120 domów i 928 mieszkańców. Zajmowali się oni rolnictwem i hodowlą, tkali również lniane płótno i wyrabiali kożuchy. Tutejsze majątki należały do rodziny Aspremontów, a w XIX w. do Erdődych.
Po II wojnie światowej część mieszkańców znalazła pracę w założonej w 1958 r. spółdzielni rolniczej, większość - w nieodległym Bardejowie.

## Demografia
Według danych z dnia 31 grudnia 2010, wieś zamieszkiwało 510 osób, w tym 260 kobiet i 250 mężczyzn.
W 2001 roku rozkład populacji względem narodowości i przynależności etnicznej wyglądał następująco:
- Słowacy – 96,61%,
- Czesi – 0,38%,
- Rusini – 0,75%,
- Ukraińcy – 0,38%.

## Zabytki
- Kościół katolicki z II. połowy XIV w. Pierwotnie gotycki, w 1715 r. przebudowany w stylu barokowym, jednak z bogato zachowanymi pierwotnymi detalami[7]. Murowany, jednonawowy, z wielobocznie zamkniętym prezbiterium nieco węższym od nawy i wieżą na osi. We wnętrzu wyposażenie renesansowe i barokowe[11]. Zwraca uwagę drewniany, kasetonowy, malowany strop w nawie[7].